# Caribou Lake (Little Moon Lake)
Caribou Lake är en sjö i Algoma District i provinsen Ontario i den sydöstra delen av Kanada. Caribou Lake ligger 258 meter över havet. Sjön har sitt utlopp i norr och vattnet rinner vidare till Little Moon Lake. Caribou Lake tillhör Blind Rivers avrinningsområde.